# Knut Billing
Knut Billing (15 de janeiro de 1939 - 31 de maio de 2007) foi um político sueco, membro do Riksdag (parlamento sueco) entre 1979 e 2002. Ele foi membro do Comité de Habitação em 1983, e mais tarde em 1994 até 2002 serviu como presidente do comité. Ele também foi membro da delegação sueca ao Conselho da Europa de outubro de 1993 a dezembro de 2002.